# Vachellia astringens
Vachellia astringens, de nombre común espinillo negro (nombre común de varias otras especies), es una especie de árbol leguminoso de la familia Fabaceae, que se distribuye geográficamente en Uruguay y Argentina (provincias de Buenos Aires, Chaco, Córdoba, Corrientes, Entre Ríos, Formosa, Jujuy, Mendoza, Salta, Santiago del Estero, Santa Fe, San Juan, San Luis, Tucumán).

## Descripción
Árbol de 3-9 m de altura, copa aparasolada, compacta y densa. Hojas bipinnadas, caducas, alternas o fasciculadas, verde oscuras; eje principal con pecíolo, de 2-7 cm de largo, 3-7 pares de ejes secundarios de 1-2 cm de largo, c/uno 15-25 pares de foliolulos de 1-3 mm de largo.
Ramas oscuras, tortuosas, robustas, espinosas oscuras pequeñas, de 3-7 mm de longitud, de a pares en los nudos. Tiene ramas nuevas gruesas, aristadas, rojizas. Corteza parda oscura o grisácea, y surcos longitudinales y oblicuos.
Flores muy pequeñas, de 5 mm de largo. Cáliz y corola tubulares. Muchos estambres, ovario súpero. Están en inflorescencias esféricas capítulos, como pompones, amarillas, muy perfumadas, sostenidas de pedúnculos de 2-4 cm de largo.
Fruto vaina o chaucha dura, negra, estrangulada, alargada, de 9-15 x 1-2 cm achatada, y superficie estriada. Las semillas de 6-9 mm de diámetro. Debido a que el ganado no consume su fruto debido al desagradable sabor de la vaina, esta especie suele ser complicada de hallar.

## Taxonomía
Vachellia astringens fue descrita por George Bentham y publicado en London Journal of Botany 1: 392. 1842.
Etimología
Ver: Vachellia: Etimología

## Nombres comunes
- aromo, espinillo negro, Curupaí-atá, curupaí curú, churki, tuska, garabato negro[3] (que es el nombre patrón propuesto por Petetín en 1984[4]), algarrobilla,[3] algarrobilla de Córdoba,[3] "algarrobillo",[3] "aromo negro",[3]"churqui",[3] "churqui negro",[3] espinillo,[3] espinillo fuerte,[3] espino,[3] "garabata",[3] sacha árbol.[3]